# カスカディアン
カスカディアン（欧字名:Cascadian、2015年3月26日 - ）は、イギリス生産・オーストラリア調教の競走馬である。主な勝ち鞍は2021年ドンカスターハンデキャップ、2022年オールエイジドステークス、2023年・2024年のオーストラリアンカップ連覇。

## 概要

### 2歳（2017年）
7月9日シャンティイ競馬場の未勝利戦でミカエル・バルザローナを背にデビューして初勝利を挙げた。続いて8月13日のフランソワブータン賞に出走して2着、10月16日メゾンラフィット競馬場の条件戦を勝利した。

### 3歳（2018年）
6月16日メゾンラフィット競馬場の条件戦から始動。勝利して連勝を挙げる。続く7月8日のジャンプラ賞(G1)では短クビ差の2着に入った。
8月12日のジャック・ル・マロワ賞(G1)に出走。JRAオッズでは3番人気、PMUオッズでは4番人気に支持されていたが8着に敗れた。
その後はオーストラリアに移籍した。

### 5歳（2019/2020年シーズン）
オーストラリア初戦は8月24日のショーカウンティクオリティ(G3)で5着。9月21日のビルリッチーハンデキャップ(G3)は4着。10月5日のエプソムハンデキャップ(G1)では7着に敗れた。
同19日ロイヤルランドウィック競馬場のハンデ戦に出走して勝利し、オーストラリア初勝利を挙げる。その後は11月2日のカンタラステークス(G1)に出走して3着となった。
年明け初戦となった2月15日のサザンクロスステークス(G3)では2着。2月29日のリヴァプールステークス(G3)では5着。3月14日のエイジャックスステークス(G2)では3着となった。
3月28日のドンカスタープレリュード(G3)ではジェームズ・マクドナルドと組んで2番人気で出走。道中後方3番手から直線で馬群の中を突っ込み、先に抜け出していたマスクオブタイムを0.2馬身差で差し切ってグループ競走初制覇を果たした。
その後は前走で優先出走権を確保していた4月4日のドンカスターハンデキャップ(G1)にトミー・ベリーと組んで出走するが9着に敗れた。

### 6歳（2020/2021年シーズン）
8月15日のPBローレンスステークス(G2)でダミアン・オリヴァーと組んで4着。8月29日のメムジーステークス(G1)では4着。9月19日のインヴィテーションステークス(G1)は11着。10月10日のトゥーラックハンデキャップ(G1)では8着に敗れた。
10月31日のカンタラステークス(G1)では7番人気の評価であったが、最後方から追い込んでユーロンプリンスの0.2馬身差の2着まで迫った。その後は条件戦に出走するも5着に敗れた。
年が明けて3月5日のニューカッスルニューマーケットハンデキャップ(G3）にマクドナルド騎手と組んで3着。続く3月27日のジョージライダーステークス(G1)では4着に敗れた。
4月10日のドンカスターハンデキャップ(G1)にジェイミー・カーと組んで3番人気で出走。馬群の中から外に持ち出して、先んじたアイスバスを際どく差し切って優勝。接戦を制してG1初制覇を果たした。
その後は4月24日のオールエイジドステークス(G1)に3番人気で出走。外に切れ変えて猛追するも3着に敗れた。

### 7歳（2021/2022年シーズン）
8月21日のウィンクスステークス(G1)にヒュー・ボウマンと組んで出走して5着。9月4日のチェルムスフォードステークス(G2)では4着。9月18日のジョージメインステークス(G1)は5着。10月2日のエプソムハンデキャップ(G1)では4着に敗れた。
10月30日のカンタラステークス(G1)では4頭横一線の勝ち馬スーパーストームから0.2馬身差の3着。11月6日のマッキノンステークス(G1)は8番人気の低評価を覆した走りを見せるもザーキの逃げ切りを許して1.25馬身差の2着となった。
翌年2月12日のCFオーアステークス(G1)で始動して、オリヴァー騎手と再び組んでトファーネから1.7馬身差の3着。続いて2月26日のピーターヤングステークス(G2)を勝利した。
その後は3月12日のオーストラリアンカップ(G1)で5着。3月19日のオールスターマイルはマクドナルド騎手を背にを5着。4月2日のドンカスターハンデキャップ(G1)では9着に敗れた。
しかし4月16日のオールエイジドステークス(G1)に4番人気タイで出走して、後方の内埒沿いから馬群の中を通って進出。押し切り態勢だったトファーネを鮮やかに差し切って2度目のG1制覇を達成した。

### 8歳（2022/2023年シーズン）
8月27日のメムジーステークス(G1)よりブレイク・シンを背に始動して逃げ切ったスナップダンサーから2馬身差の3着。9月10日のマカイビーディーヴァステークス(G1)では4着。10月1日のヒルステークス(G2)はマクドナルド騎手を背に優勝。続く10月15日のクレイヴンプレート(G3)も連勝した。その後はカンタラステークス(G1)を5着。キングストンタウンクラシック(G1)では二の脚が今一つで後方からの追走となり、アメリアズジェルから1.55馬身差の4着と敗れている。
年明け初戦は3月4日のカンタベリーステークス(G1)でブレントン・アヴドゥラを背に5着。続く3月18日のオールスターマイルではベン・メルハムと組んで8番人気で出走し、猛追するも先に抜け出していたミスターブライトサイドから0.5馬身差の2着に敗れた。
そして連闘で挑んだ3月25日のオーストラリアンカップ(G1)では1番人気に支持を受けて出走。後方4番手に控えるも、直線に入っても後方のままで、更に前が塞がる窮地に陥る。しかし、馬群を割って進路を確保すると残り150m付近から抜群の切れ味を見せて、2着にニューメリアン0.75馬身差を付ける快勝で3度目のG1制覇を飾った。
その後は4月8日のクイーンエリザベスステークス(G1)に出走する予定だったが出走取消。4月15日のオールドエイジステークス(G1)に4番人気で出走して、最後方から競馬を進めるも後方2番手のギガキックを捕らえられずに3着となった。

### 9歳（2023/2024年シーズン）
11月4日のギガキックステークスから始動したが8頭立ての7着と惨敗すると、年明け初戦となった2月17日のG2アポロステークスでは最下位の9着、3月2日のG1ベリーエレガントステークスでも4着と勝ち星から見放されていた。3月16日のジ・オールスターマイルでは最後方追走から最後の直線で懸命に追い上げて3着に好走すると、3月30日のG1オーストラリアンカップでは道中は後方に待機し、最後の直線で逃げ粘るプライドオブジェニをクビ差で差し切ってG1競走4勝目を挙げる。4月13日のG1クイーンエリザベスステークスで4着に敗れたのを最後に現役を引退した。

## 血統表
| カスカディアンの血統       | カスカディアンの血統                                          | カスカディアンの血統                                          | （血統表の出典）                                              | （血統表の出典） |
| 父系                       | サドラーズウェルズ系                                          | サドラーズウェルズ系                                          | サドラーズウェルズ系                                          |                  |
| 父 New Approach 栗毛 2005  | 父の父Galileo 鹿毛 1998                                       | Sadler's Wells                                                | Northern Dancer                                               | Northern Dancer  |
| 父 New Approach 栗毛 2005  | 父の父Galileo 鹿毛 1998                                       | Sadler's Wells                                                | Fairy Bridge                                                  |                  |
| 父 New Approach 栗毛 2005  | 父の父Galileo 鹿毛 1998                                       | Urban Sea                                                     | Miswaki                                                       | Miswaki          |
| 父 New Approach 栗毛 2005  | 父の父Galileo 鹿毛 1998                                       | Urban Sea                                                     | Allegretta                                                    |                  |
| 父 New Approach 栗毛 2005  | 父の母Park Express 黒鹿毛 1983                                | Ahonoora                                                      | Lorenzaccio                                                   | Lorenzaccio      |
| 父 New Approach 栗毛 2005  | 父の母Park Express 黒鹿毛 1983                                | Ahonoora                                                      | Helen Nichols                                                 |                  |
| 父 New Approach 栗毛 2005  | 父の母Park Express 黒鹿毛 1983                                | Matcher                                                       | Match                                                         | Match            |
| 父 New Approach 栗毛 2005  | 父の母Park Express 黒鹿毛 1983                                | Matcher                                                       | Lachine                                                       |                  |
| 母 Falls of Lora 鹿毛 2009 | 母の父Street Cry 黒鹿毛 1998                                  | Machiavellian                                                 | Mr. Prospector                                                | Mr. Prospector   |
| 母 Falls of Lora 鹿毛 2009 | 母の父Street Cry 黒鹿毛 1998                                  | Machiavellian                                                 | Coup de Folie                                                 |                  |
| 母 Falls of Lora 鹿毛 2009 | 母の父Street Cry 黒鹿毛 1998                                  | Helen Street                                                  | Troy                                                          | Troy             |
| 母 Falls of Lora 鹿毛 2009 | 母の父Street Cry 黒鹿毛 1998                                  | Helen Street                                                  | Waterway                                                      |                  |
| 母 Falls of Lora 鹿毛 2009 | 母の母Firth of Lorne 鹿毛 1999                                | デインヒル                                                    | Danzig                                                        | Danzig           |
| 母 Falls of Lora 鹿毛 2009 | 母の母Firth of Lorne 鹿毛 1999                                | デインヒル                                                    | Razyana                                                       |                  |
| 母 Falls of Lora 鹿毛 2009 | 母の母Firth of Lorne 鹿毛 1999                                | Kerrera                                                       | Diesis                                                        | Diesis           |
| 母 Falls of Lora 鹿毛 2009 | 母の母Firth of Lorne 鹿毛 1999                                | Kerrera                                                       | Rimosa's Pet                                                  |                  |
| 母系(F-No.)                | ポカホンタス(FN:3-n)                                          | ポカホンタス(FN:3-n)                                          | ポカホンタス(FN:3-n)                                          | [ § 2 ]          |
| 5代内の近親交配            | Northern Dancer：S4×M5、Mr. Prospector：M4×S5、Petingo：M5×M5 | Northern Dancer：S4×M5、Mr. Prospector：M4×S5、Petingo：M5×M5 | Northern Dancer：S4×M5、Mr. Prospector：M4×S5、Petingo：M5×M5 | [ § 3 ]          |
| 出典                       | 1. 2. 3.                                                      | 1. 2. 3.                                                      | 1. 2. 3.                                                      | 1. 2. 3.         |